# Albania en los Juegos Olímpicos de Londres 2012
Albania estuvo representada en los Juegos Olímpicos de Londres 2012 por un total de 9 deportistas que compitieron en 5 deportes.  
La portadora de la bandera en la ceremonia de apertura fue la halterófila Romela Begaj. El equipo olímpico albanés no obtuvo ninguna medalla en estos Juegos.